# 李景达
李景达（924年—971年），中國五代十国時代人物，南唐烈祖李昪（徐知诰）的第四子，母宋福金。娶李德诚女。
937年十一月初九，李昪立他的儿子徐景达为寿阳公。南唐建立后，李景达与妻同姓，有内婚之嫌，李昪下诏以李德诚有大功，维持李景达夫妇的婚姻，赐李景达妻姓南平。939年五月初十，南唐册立寿阳公李景达为宣城王。李景达为人刚毅开朗，李昪很喜爱他，几次想让他继承皇位，宋齐丘极力称赞他的才干，李昪因为齐王李璟年纪居长而没有实行。李璟因此怨恨宋齐丘。徙寿王李景遂为燕王，宣城王李景达为鄂王。
945年，李景达的府僚谢仲宣向进言李景达劝说皇帝李璟召回宋齐丘，李璟于是让李景达亲自到青阳召宋齐丘。947年，齐王李景遂为皇太弟；又改封李景达为齐王，领诸道兵马元帅；改封南昌王李弘冀为燕王，为副元帅。李景达生性刚直。李璟常和宗室近臣饮酒，冯延巳、冯延鲁、魏岑、陈觉等人在此时竭力谄媚，有时借酒喧哗大笑。李景达多次大声斥责他们。冯延巳在东宫饮宴时，他装醉，抚着李景达的后背说：“你不能忘了我！”李景达大怒，甩袖进宫，禀报李璟，请求杀掉冯延巳；李璟百般劝解，李景达只好罢休。李景达之后借口身体不适，不参加游乐宴会。
956年，李璟命令诸道兵马元帅齐王李景达领兵抵抗后周军队，任命陈觉为监军使，前武安节度使边镐为应援都军使。李景达领兵二万从瓜步渡过长江，距离六合二十余里。南唐出兵赶赴六合，后周将领赵匡胤奋勇出击，大败敌军，杀死抓获近五千人。李景达军队到达濠州，远远为寿州声援，军命都出于陈觉之手，李景达只是在文书末尾署名，拥有五万军队，却没有决战之意。957年，后周军队围攻寿春，李景达从濠州派遣应援使、永安节度使许文稹和都军使边镐沿淮水而上救援寿春，军队驻扎在紫金山，李重进拦截出击，大败南唐军。刘仁赡请求让边镐守城，自己率部决一死战；齐王李景达不准许。最终李景达和陈觉都从濠州逃回金陵，只有静江指挥使陈德诚全军而还。
958年，李璟以李景达为浙西道元帅、润州大都督。李景达因浙西正在用兵，坚决推辞，改任抚州大都督。后主李煜即位，李景达为太师、尚书令。971年，李景达在抚州去世，年四十八岁，赠太弟，谥号昭孝。